# 硝石
硝石，也称消石、火硝、牙硝（古書上又稱茫消或北帝玄珠，焰硝等），是一种天然矿物，主要成分为硝酸钾。
其他来源的硝酸钾，以及其他的硝酸盐矿物如智利硝石（硝酸鈉）、挪威硝石（硝酸钙）有的时候也被称作硝石。但注意芒硝不是硝酸盐，而是含结晶水的硫酸钠。
硝石为透明或白色晶体，属斜方晶系。其摩氏硬度与石膏接近，比重2.1, 折射率 nα=1.332, nβ=1.504, nγ=1.504。硝石易溶于水。天然硝石主要见于碱土地区的干燥土壤中，矿泉、和洞穴壁上，由富含硝酸钾的水常年浸润生成。

## 用途
天然硝石在使用之前，一般需要经过水浸重结晶来提纯。
- 硝石是黑色火药的成份之一，用来制造炸药、焰火等，也用于焰火中产生紫色火花。
- 硝石因为含氮而被用作肥料。
- 陶瓷、玻璃釉彩的成分。
- 硝石溶解於水製冰。[1]
- 中药材。《本草纲目》认为硝石“苦寒，无毒，主治五脏积热”（这个时候的硝石是指芒硝（硫酸钠），而不是火硝（硝酸钾）火硝性热），见于紫雪散、大黄硝石汤等成药。

## 外部
- 鉀硝石 - MinDat.org （页面存档备份，存于）
- 鉀硝石 - WebMineral.com （页面存档备份，存于）